# Leonardo di Gorizia
Leonardo di Gorizia (1440 – Lienz, 12 aprile 1500), figlio di Enrico VI di Gorizia e Caterina Garay, fu l'ultimo conte di Gorizia e Statthalter di Lienz.

## Biografia

### Il tramonto familiare

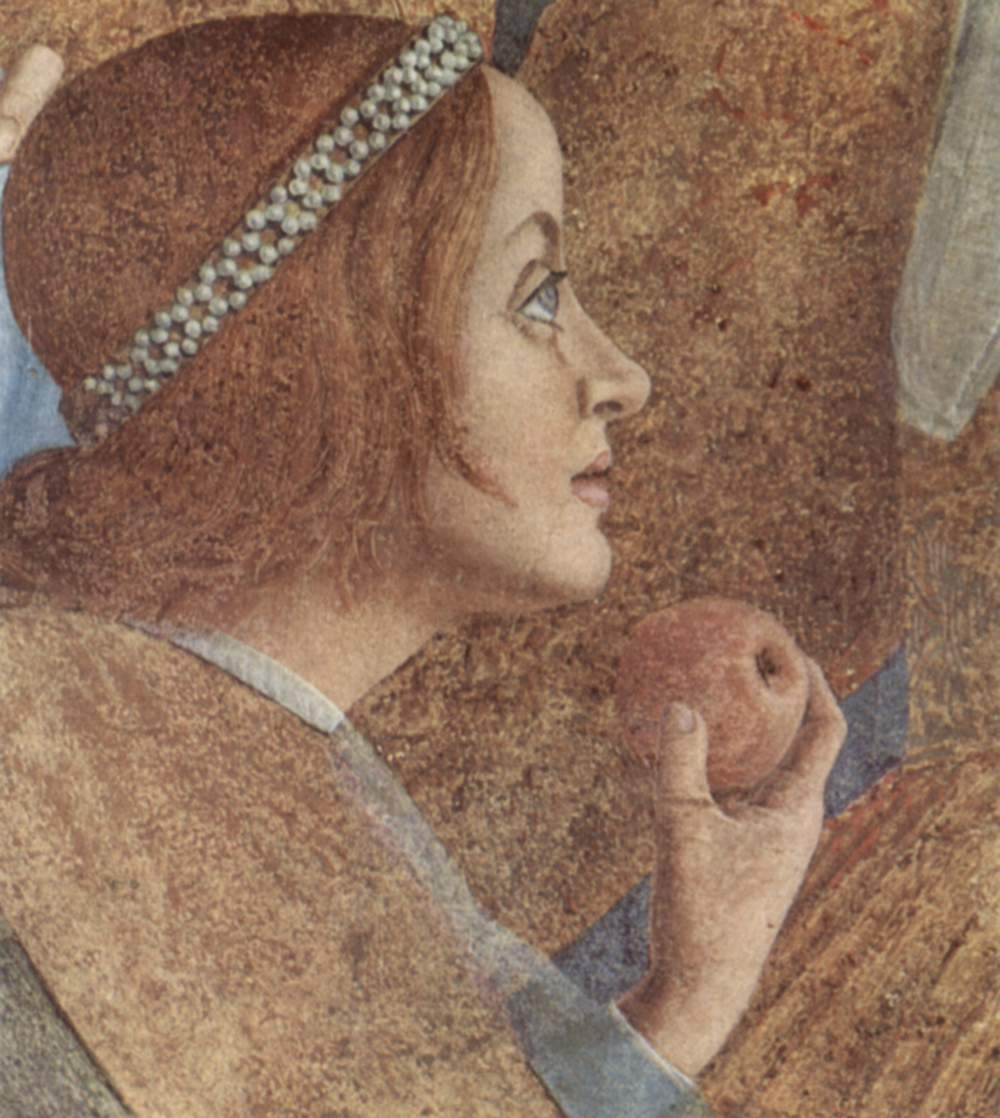
Paola Gonzaga. Andrea Mantegna, Camera degli sposi

Ultimo principe della nobile famiglia dei Gorizia (detti anche Mainardini).
Nel 1454 ereditò, assieme ai suoi fratelli Giovanni e Lodovico, i territori di famiglia, costituiti dalla contea di Gorizia, da diversi territori tirolesi e carinziani oltre che alcuni feudi isolati all'interno della Patria del Friuli.
Questi si trovarono a dover fronteggiare subito l'ostilità dell'imperatore Federico III che invase più volte i possedimenti dei Gorizia in Carinzia e Val Pusteria. Nel 1460 dovettero cedergli la città di Lienz e altri luoghi carinziani.
Giovanni  morì poco dopo, nel 1462, mentre l'altro fratello, Lodovico, già nel 1457. Da questo momento Leonardo fu l'unico responsabile per quanto riguardava il governo dei territori della famiglia, situati sia in Tirolo che nel Friuli orientale.
Nello stesso anno riuscì a riconquistare il controllo di Lienz consentendo alle truppe Turche in accordo con gli Asburgo il passaggio sulle sue terre per saccheggiare il Friuli governato dalla Repubblica di Venezia.
Si sposò dapprima con la principessa croata Geronima di Ilok, figlia di Nicola di Ilok e successivamente, nel 1478 con Paola Gonzaga, figlia del marchese di Mantova Ludovico III, ma quest'unione non diede eredi.
Trovandosi nella difficile situazione di vedere estinguere la propria dinastia, si trovò negli ultimi anni della sua vita a dover gestire le pressioni delle potenze vicine: la Serenissima e gli Asburgo; entrambe infatti intendevano annettere i territori comitali. Venezia era dal 1434 la padrona dei territori friulani dell'antico patriarcato di Aquileia, legato alla contea di Gorizia da un confine frammentato oltre che da antichi vincoli ecclesiastici. Poco prima della sua morte nel 1500, il conte Leonardo stipulò un trattato di successione con Massimiliano I su sollecitazione del capitano distrettuale di Gorizia Virgil von Graben e del capitano del castello di Gorizia Luca di Graben: alla sua scomparsa, la contea sarà infatti incorporata nei territori asburgici. Fu sepolto a Lienz, dove morì: il cenotafio si trova nel duomo di Gorizia.

### Un'eredità difficile
Alla morte del conte, il 12 aprile 1500, Massimiliano ottenne il facile passaggio di proprietà sempre grazie a Virgil von Graben, divenuto reggente di Gorizia.
Virgil von Graben interruppe la sua collaborazione con i veneziani, che fu segreta fino ad allora, impegnandosi fortemente per l'ingresso del territorio nell'orbita asburgica. Come premio per i suoi servigi, ottenne dall'imperatore il titolo di Statthalter della città di Lienz.
Questi eventi aumentarono la tensione politica tra Venezia e gli Asburgo e vennero a costituire uno degli antefatti per la guerra di Gradisca.